# El Futuro
El Futuro är Advance Patrols fjärde album. Den är helt på spanska, och gratis.

## Låtlista
| Spår | Låt Titel              | Producent/er | Medverkande Gäst/er | Tid   |
| ---- | ---------------------- | ------------ | ------------------- | ----- |
| 1    | Vamos A Gozar          |              |                     | 04:02 |
| 2    | Siente La Musica       |              |                     | 04:13 |
| 3    | Mi Gerla               |              | Danjah              | 03:54 |
| 4    | Soy De La Calle        |              | Pato Pooh           | 04:22 |
| 5    | El Poder               |              |                     | 03:39 |
| 6    | Eres Mia               |              |                     | 04:09 |
| 7    | Mi Vida                |              |                     | 04:27 |
| 8    | La Noche Nos Combierte |              |                     | 04:02 |
| 9    | Faltas Tu              |              | Danjah              | 04:26 |
| 10   | Perdoname              |              |                     | 03:58 |
| 11   | Te Mando Un Mail       |              |                     | 03:38 |
| 12   | El Futuro              |              |                     | 04:08 |